# Северни оджибуей
Северни оджибуей (на английски: Northern Ojibwa, Severn Ojibwa) е име, което се отнася до индианците, живеещи в горната част на реките течащи между Хъдсъновия залив и залива Джеймс, от Айланд Лейк в Манитоба до Огоки в Онтарио. Името се отнася само до най-северните групи оджибуей, които включват само групите от районите на Айланд Лейк, Санди Лейк и Сиър Лейк, източно от езерото Уинипег. Територията, която заемат тези групи надхвърля 160 000 квадратни километра. Тези групи оджибуей силно били смесени с крий, които живеели източно и северно от тях.

## Култура
Социалната и политическата им организация в периода между късните години на 17 век и ранните години на 18 век е неясна. Основно хората живеели на групи от по 20 – 40 души или 50 – 75 души, всяка от тях ръководена от високопоставен мъж. Позицията на водача се основавала на неговите ловни, търговски и други качества. Всяка група имала своя ловна територия. Религиозните им схващания били центрирани около една висша сила (Манито’ке’уин) и индивидуалната духовна сила придобита чрез сън или Търсене на видение. Тези, които имали особено мощна сила били шаманите.

## История
След контакта на тези оджибуейски групи с европейците културата им започва да се променя. Според въведените културни промени историята им след контакта се разделя на 4 периода:
- Ранен период на търговията с кожи (1670 – 1821).
- Ранен период на контакт (1821 – 1900).
- Късен период на контакт (1900 – 1950).
- Модерен период (1950 до наши дни).

Не е известно да са имали някакъв контакт с европейците преди 1670 г., когато Компанията Хъдсън Бей навлиза в региона. Първите търговски постове били разположени извън тяхната територия, на заливите Хъдсън и Джеймс – Форт Олбани, Форт Севърн и Йорк Фактори, както и френските търговски постове на езерото Нипигон и средната част на река Олбани. След 1740 г. търговците започват да строят търговски постове и в тяхната територия. По това време в живота им започнали да навлизат новите европейски стоки и материалната им култура значително се променя. След 1821 г. започват още по-големи промени. Търговските постове започват да затварят един след друг, заради намалялата търговия с кожи в резултат на прекомерния лов. Популациите на елени, лосове и карибу застрашително намалели и северните оджибуей започнали да се адаптират към нов начин на живот, тясно свързан с белите. В Късния период между 1900 и 1950 г. техните групи започнали да се установяват на едно място и постепенно да възприемат живота характерен за белите. През този период са подписани и повечето договори между различните групи и Канадското правителство. След 1950 г. започва нова ера в живота им. Хората започнали да се организират в по-големи общности, главно около бившите търговски постове, които постепенно стават постоянни населени места. Към 1972 г. 7554 северни оджибуей живеят в 23 селища.